# تدی تیوما
تدی تیوما (انگلیسی: Teddy Teuma؛ زادهٔ ۳۰ سپتامبر ۱۹۹۳) بازیکن فوتبال اهل فرانسه است.
از باشگاه‌هایی که در آن بازی کرده‌است می‌توان به باشگاه فوتبال ستاره سرخ اشاره کرد.
وی همچنین در تیم ملی فوتبال مالت بازی کرده‌است.